# Iphinoe tenera
Iphinoe tenera är en kräftdjursart som beskrevs av Lomakina 1960. Iphinoe tenera ingår i släktet Iphinoe och familjen Bodotriidae. Inga underarter finns listade i Catalogue of Life.